# فرودگاه مریلند
فرودگاه مریلند (به انگلیسی: Easton Airport (Maryland)) (به زبان بومی: Newnam Field) یک فرودگاه همگانی بهره‌برداری هوایی با کد یاتا ESN است که یک باند فرود آسفالت دارد و طول باند آن ۱۶۷۶ متر است. این فرودگاه در شهر ایستون، مریلند کشور ایالات متحده آمریکا قرار دارد و در ارتفاع ۲۲ متری از سطح دریا واقع شده است.